# لری بارترام
لُری لی بارترام (انگلیسی: Laurie Lee Bartram؛ ۱۶ مهٔ ۱۹۵۸ – ۲۵ مهٔ ۲۰۰۷) یک هنرپیشه و بالرین اهل ایالات متحده آمریکا بود. وی بین سال‌های ۱۹۷۳ تا ۲۰۰۷ میلادی فعالیت می‌کرد.
او در سال ۲۰۰۷ میلادی و در سن ۴۹ سالگی بر اثر سرطان لوزالمعده درگذشت.
از فیلم‌ها یا مجموعه‌های تلویزیونی که وی در آن‌ها نقش داشته است می‌توان به جمعه سیزدهم اشاره نمود.